# Maud Hansson
Maud Hansson (Estocolmo, 5 de diciembre de 1937 - Ibidem, 1 de octubre de 2020) fue una actriz sueca. Apareció en 20 películas entre 1956 y 1986. Estuvo casada con el actor grecorruso Petros Fissoun que falleció en 2016.

## Filmografía seleccionada
- El séptimo sello (1957)[2]
- Smultronstället (1957)
- Venetianskan (1958)
- Emil i Lönneberga (1971)
- Nya hyss av Emil i Lönneberga (1972)
- Emil och griseknoen (1973)